# Gruppo cosmonauti NPOE 7
Il Gruppo cosmonauti NPOE 7 è stato selezionato il 2 settembre 1985 ed è formato da due ingegneri di RKK Ėnergija, di cui solo uno è andato nello spazio. L'addestramento generale dello spazio (OKP) si è svolto tra novembre 1985 e febbraio 1987. Krikalëv ha svolto quattro missioni di lunga durata, ha soggiornato su due navicelle (Sojuz e Shuttle) e due Stazioni orbitali (Mir e ISS) e, nel 2019, è la terza persona per tempo cumulativo trascorso in orbita.
- Sergej Krikalëv[1]

Sojuz TM-7 (Mir 4)
Sojuz TM-12/Sojuz TM-13 (Mir 9/10)
STS-60
STS-88
Sojuz TM-31/STS-102 (Exp 1)
Sojuz TMA-6 (Exp 11)
- Andrej Zajcev[2] (Rit.)